# NXT Tag Team Championship
Die NXT Tag Team Championship (zu deutsch NXT Meisterschaft der Tag Teams) ist ein Tag Team Wrestling-Titel der US-amerikanischen Promotion World Wrestling Entertainment (WWE). Eingeführt am 23. Januar 2013 wird der Titel nur an die Tag-Team-Division des NXT-Rosters vergeben. Die aktuellen Titelträger in ihrer zweiten Regentschaft sind Axiom und Nathan Frazer (Fraxiom). Wie im Wrestling allgemein üblich erfolgt die Vergabe nach einer zuvor bestimmten Storyline.

## Geschichte
Am 23. Januar 2013 kündigte Shawn Michaels an, dass ein Turnier stattfinden wird, um den ersten Titelträger zu ermitteln. Dabei konnten sich British Ambition (Neville und Oliver Grey) gegen 3MB (Drew McIntyre und Heath Slater), Kassius Ohno und Leo Kruger und The Wyatt Family (Erick Rowan und Luke Harper) durchsetzen und durften so als erstes die NXT Tag Team Championship gewinnen.

## Liste der Titelträger
| #  | Titelträger                                                                   | Nr. | Tage | Datum              | Ort                       | Veranstaltung                          | Anmerkung |
| -- | ----------------------------------------------------------------------------- | --- | ---- | ------------------ | ------------------------- | -------------------------------------- | --- |
| 1  | Adrian Neville und Oliver Grey (British Ambition)                             | 1   | 91   | 31. Januar 2013    | Winter Park, Florida      | NXT                                    | Besiegten The Wyatt Family im Finale eines Turniers. Ausgestrahlt am 13. Februar 2013. |
| 2  | Erick Rowan und Luke Harper (The Wyatt Family)                                | 1   | 49   | 2. Mai 2013        | Winter Park, Florida      | NXT                                    | Besiegten Adrian Neville und Bo Dallas, der den verletzten Oliver Grey ersetzte. Ausgestrahlt am 8. Mai 2013. |
| 3  | Adrian Neville (2) und Corey Graves                                           | 1   | 84   | 20. Juni 2013      | Winter Park, Florida      | NXT                                    | Ausgestrahlt am 17. Juli 2013. |
| 4  | Konnor und Viktor (The Ascension)                                             | 1   | 364  | 12. September 2013 | Winter Park, Florida      | NXT                                    | Ausgestrahlt am 2. Oktober 2013. |
| 5  | Kalisto und Sin Cara (The Lucha Dragons)                                      | 1   | 126  | 11. September 2014 | Winter Park, Florida      | TakeOver: Fatal 4-Way                  | |
| 6  | Blake und Murphy                                                              | 1   | 219  | 15. Januar 2015    | Winter Park, Florida      | NXT                                    | Ausgestrahlt am 29. Januar 2015. |
| 7  | Aiden English und Simon Gotch (The Vaudevillains)                             | 1   | 61   | 22. August 2015    | Brooklyn, New York        | TakeOver: Brooklyn                     | |
| 8  | Dash Wilder und Scott Dawson (The Revival)                                    | 1   | 162  | 22. Oktober 2015   | Winter Park, Florida      | NXT                                    | Ausgestrahlt am 11. November 2015. |
| 9  | Chad Gable und Jason Jordan (American Alpha)                                  | 1   | 69   | 1. April 2016      | Dallas, Texas             | TakeOver: Dallas                       | |
| 10 | Dash Wilder und Scott Dawson (The Revival)                                    | 2   | 164  | 8. Juni 2016       | Winter Park, Florida      | TakeOver: The End                      | |
| 11 | Johnny Gargano und Tommaso Ciampa (#DIY)                                      | 1   | 70   | 19. November 2016  | Toronto, Ontario, Kanada  | TakeOver: Toronto                      | Dies war ein 2-out-of-3-Falls-Match. |
| 12 | Akam und Rezar (The Authors of Pain)                                          | 1   | 203  | 28. Januar 2017    | San Antonio, Texas        | TakeOver: San Antonio                  | |
| 13 | Alexander Wolfe, Eric Young und Killian Dain (SAnitY)                         | 1   | 102  | 19. August 2017    | Brooklyn, New York        | TakeOver: Brooklyn III                 | Alexander Wolfe und Eric Young gewannen das Match. Killian Dain wurde durch die anerkannte Freebird Rule ebenfalls Champion. |
| 14 | Bobby Fish, Kyle O’Reilly, Adam Cole und Roderick Strong (The Undisputed Era) | 1   | 202  | 29. November 2017  | Winter Park, Florida      | NXT                                    | Bobby Fish und Kyle O’Reilly gewannen die Titel. Da sich Bobby Fish eine Knieverletzung zuzog, wurde er bei TakeOver: New Orleans von seinem Stable-Kollegen Adam Cole vertreten. Während des Matches verhalf ihnen Roderick Strong zur Titelverteidigung, womit er sich am selben Abend The Undisputed Era angeschlossen hatte. Roderick Strong wurde durch die anerkannte Freebird Rule ebenfalls als NXT Tag Team Champion anerkannt. Die Titelregentschaft von Roderick Strong belief sich auf 74 Tage. Ausgestrahlt am 20. Dezember 2017. |
| 15 | Tyler Bate und Trent Seven (Moustache Mountain)                               | 1   | 2    | 19. Juni 2018      | London, UK                | United Kingdom Championship Tournament | Ausgestrahlt am 26. Juni 2018. |
| 16 | Roderick Strong und Kyle O’Reilly (The Undisputed Era)                        | 2   | 219  | 21. Juni 2018      | Winter Park, Florida      | NXT                                    | Ausgestrahlt am 11. Juli 2018. |
| 17 | Erik und Ivar (The Viking Raiders)                                            | 1   | 95   | 26. Januar 2019    | Phoenix, Arizona          | TakeOver: Phoenix                      | |
| —  | Titel vakant                                                                  | —   | 31   | 1. Mai 2019        | Winter Park, Florida      | NXT                                    | The Viking Raiders legten ihre Titel ab, da sie Teil des Main Rosters wurden. Ausstrahlung am 15. Mai 2019. |
| 18 | Angelo Dawkins und Montez Ford (The Street Profits)                           | 1   | 75   | 1. Juni 2019       | Bridgeport, Connecticut   | TakeOver: XXV                          | Dies war ein Fatal Four Way Tag Team Ladder Match um die vakanten Titel an dem auch The Undisputed Era Bobby Fish & Kyle O’Reilly, The Forgotten Sons Wesley Blake & Steve Cutler sowie Oney Lorcan & Danny Burch beteiligt waren. |
| 19 | Bobby Fish (2) und Kyle O’Reilly (3) (The Undisputed Era)                     | 3   | 185  | 15. August 2019    | Winter Park, Florida      | NXT                                    | Ausgestrahlt am 28. August 2019. |
| 20 | Pete Dunne und Matt Riddle (The Broserweights)                                | 1   | 87   | 16. Februar 2020   | Portland, Oregon          | TakeOver: Portland                     | |
| 21 | Marcel Barthel und Fabian Aichner (Imperium)                                  | 1   | 105  | 13. Mai 2020       | Winter Park, Florida      | NXT                                    | |
| 22 | Fandango und Tyler Breeze (Breezango)                                         | 1   | 56   | 26. August 2020    | Winter Park, Florida      | NXT                                    | |
| 23 | Oney Lorcan und Danny Burch                                                   | 1   | 153  | 21. Oktober 2020   | Orlando, Florida          | NXT                                    | |
| —  | Titel vakant                                                                  | —   | 15   | 23. März 2021      | N/A                       | N/A                                    | General Manager William Regal erklärte die Titel, aufgrund einer Verletzung von Burch für vakant. |
| 24 | Wes Lee und Nash Carter (MSK)                                                 | 1   | 202  | 7. April 2021      | Orlando, Florida          | NXT TakeOver: Stand and Deliver        | Gewannen ein Triple-Threat-Tag-Team-Match gegen The Grizzled Young Veterans James Drake und Zack Gibson sowie Legado del Fantasma Raul Mendoza und Joaquin Wilde, um die vakanten Titel zu gewinnen. |
| 25 | Marcel Barthel und Fabian Aichner (Imperium)                                  | 2   | 158  | 26. Oktober 2021   | Orlando, Florida          | NXT                                    | Dies war ein Lumberjack O’Lantern" Match. |
| 26 | Wes Lee und Nash Carter (MSK)                                                 | 2   | 6    | 2. April 2022      | Dallas, Texas             | NXT Stand & Deliver (2022)             | Dies war ein Triple-Threat-Tag-Team-Match, an dem auch The Creed Brothers Julius Creed und Brutus Creed beteiligt waren. |
| —  | Titel vakant                                                                  | —   | 4    | 8. April 2022      | N/A                       | N/A                                    | Die Titel wurden aufgrund der Entlassung von Nash Carter für vakant erklärt. |
| 27 | Elton Prince und Kit Wilson (Pretty Deadly)                                   | 1   | 53   | 12. April 2022     | Orlando, Florida          | NXT                                    | Dies war ein 5-Team Gauntlet Match um die vakanten Titel. An dem auch The Creed Brothers Julius Creed und Brutus Creed, Legado Del Fantasma Raúl Mendoza und Joaquin Wilde, Josh Briggs und Brooks Jensen sowie Grayson Waller und Sanga beteiligt waren. |
| 28 | Brutus Creed und Julius Creed (The Creed Brothers)                            | 1   | 92   | 4. Juni 2022       | Orlando, Florida          | NXT In Your House (2022)               | |
| 29 | Elton Prince und Kit Wilson (Pretty Deadly)                                   | 2   | 97   | 4. September 2022  | Orlando, Florida          | Worlds Collide (2022)                  | Besiegten The Creed Brothers, Brooks Jensen und Josh Briggs sowie Gallus Mark Coffey und Wolfgang in einem Fatal-Four-Way-Elimination-Tag-Team-Match bei einem Titelvereinigungsmatch. |
| 30 | Kofi Kingston und Xavier Woods (The New Day)                                  | 1   | 56   | 10. Dezember 2022  | Orlando, Florida          | NXT Deadline (2022)                    | |
| 31 | Mark Coffey und Wolfgang (Gallus)                                             | 1   | 176  | 4. Februar 2023    | Charlotte, North Carolina | NXT Vengeance Day (2023)               | Dies war ein Fatal-Four-Way-Tag-Team-Match, an dem auch Andre Chase und Duke Hudson sowie Pretty Deadly Kit Wilson und Elton Prince beteiligt waren. |
| 32 | Channing Lorenzo und Tony D’Angelo                                            | 1   | 86   | 30. Juli 2023      | Cedar Park, Texas         | NXT Great American Bash (2023)         | |
| 33 | Andre Chase und Duke Hudson                                                   | 1   | 21   | 24. Oktober 2023   | Orlando, Florida          | NXT „Halloween Havoc“                  | |
| 34 | Channing Lorenzo und Tony D’Angelo                                            | 2   | 91   | 14. November 2023  | Orlando, Florida          | NXT                                    | |
| 35 | Bron Breakker und Baron Corbin                                                | 1   | 55   | 13. Februar 2024   | Orlando, Florida          | NXT                                    | |
| 36 | Axiom und Nathan Frazer (Fraxiom)                                             | 1   | 126  | 9. April 2024      | Orlando, Florida          | NXT                                    | |
| 37 | Andre Chase (2) und Ridge Holland (Chase U)                                   | 1   | 18   | 13. August 2024    | Orlando, Florida          | NXT                                    | |
| 38 | Axiom und Nathan Frazer (Fraxiom)                                             | 2   | 191+ | 1. September 2024  | Denver, Colorado          | NXT No Mercy (2024)                    | |

## Regentschaften – absolut

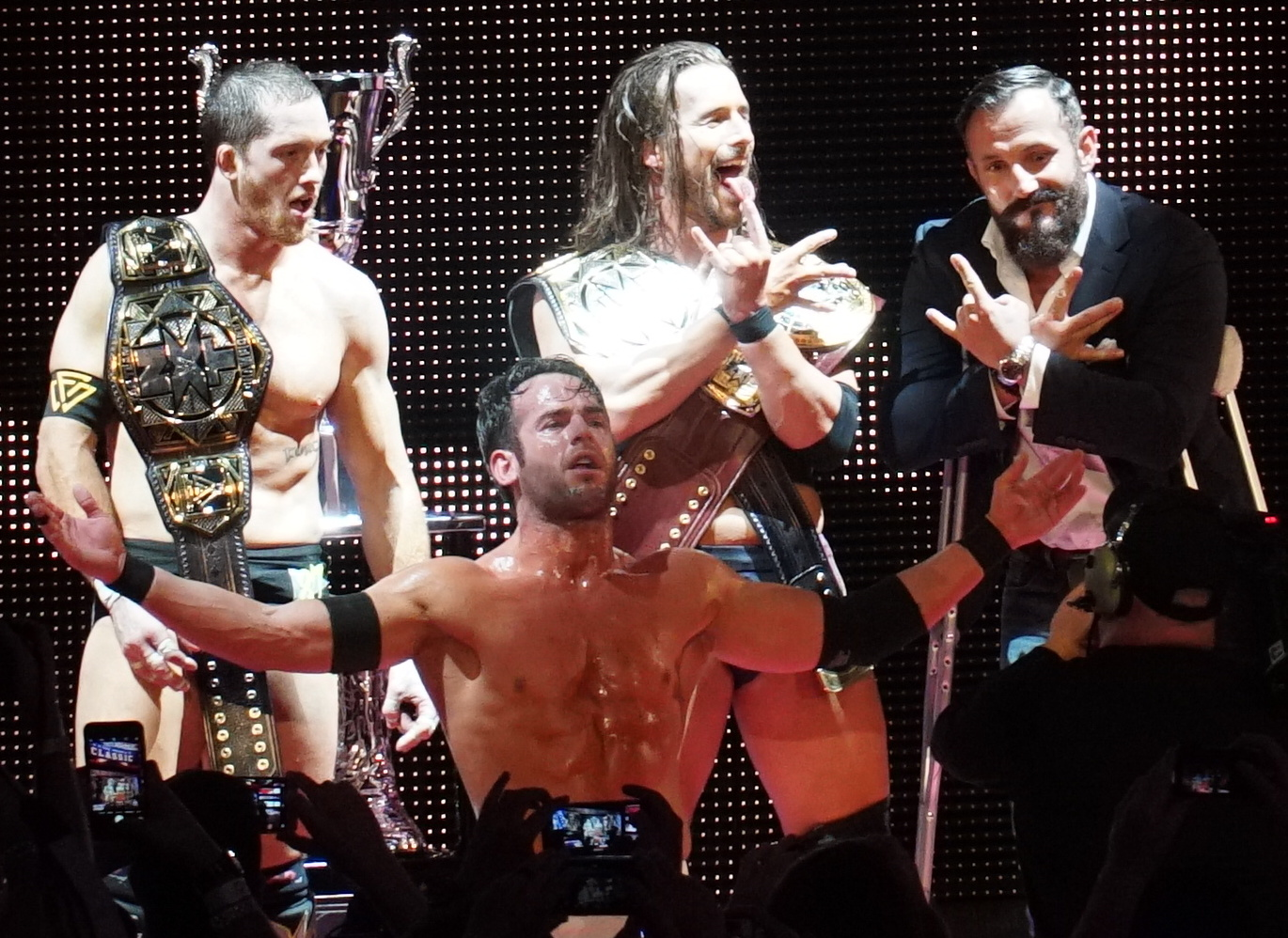
Kyle O’Reilly hielt den Titel insgesamt für 606 Tage, Bobby Fish 387 Tage und Roderick Strong 293 Tage

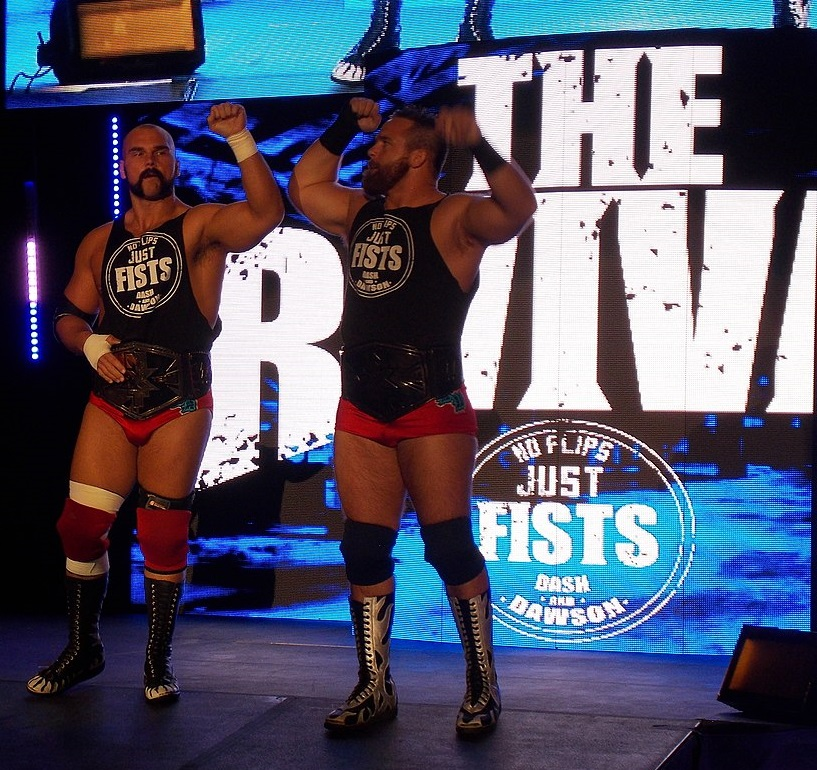
Dash Wilder und Scott Dawson hielten den Titel zweimal für insgesamt 326 Tage

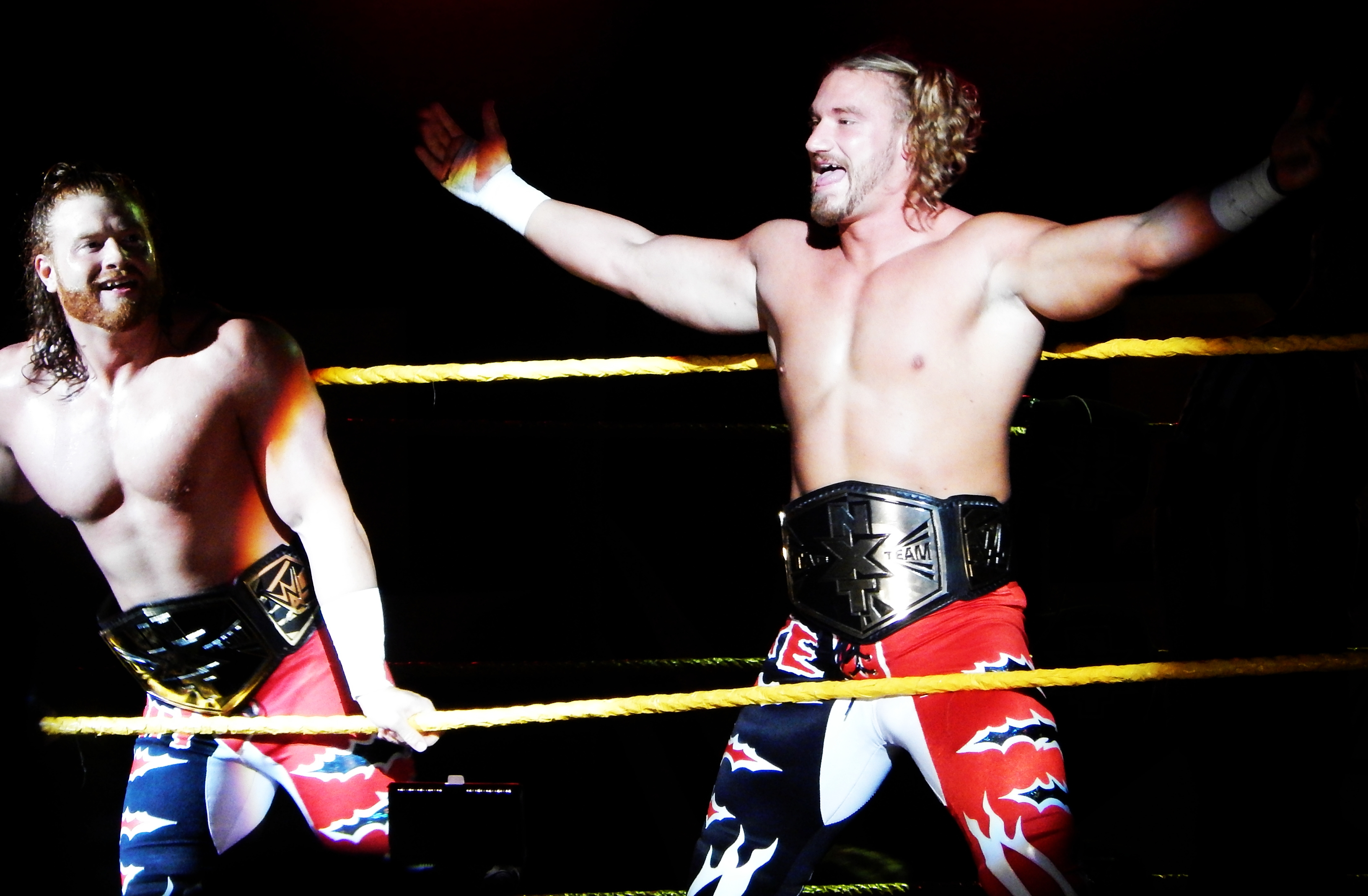
Murphy und Blake hielten den Titel für 219 Tage

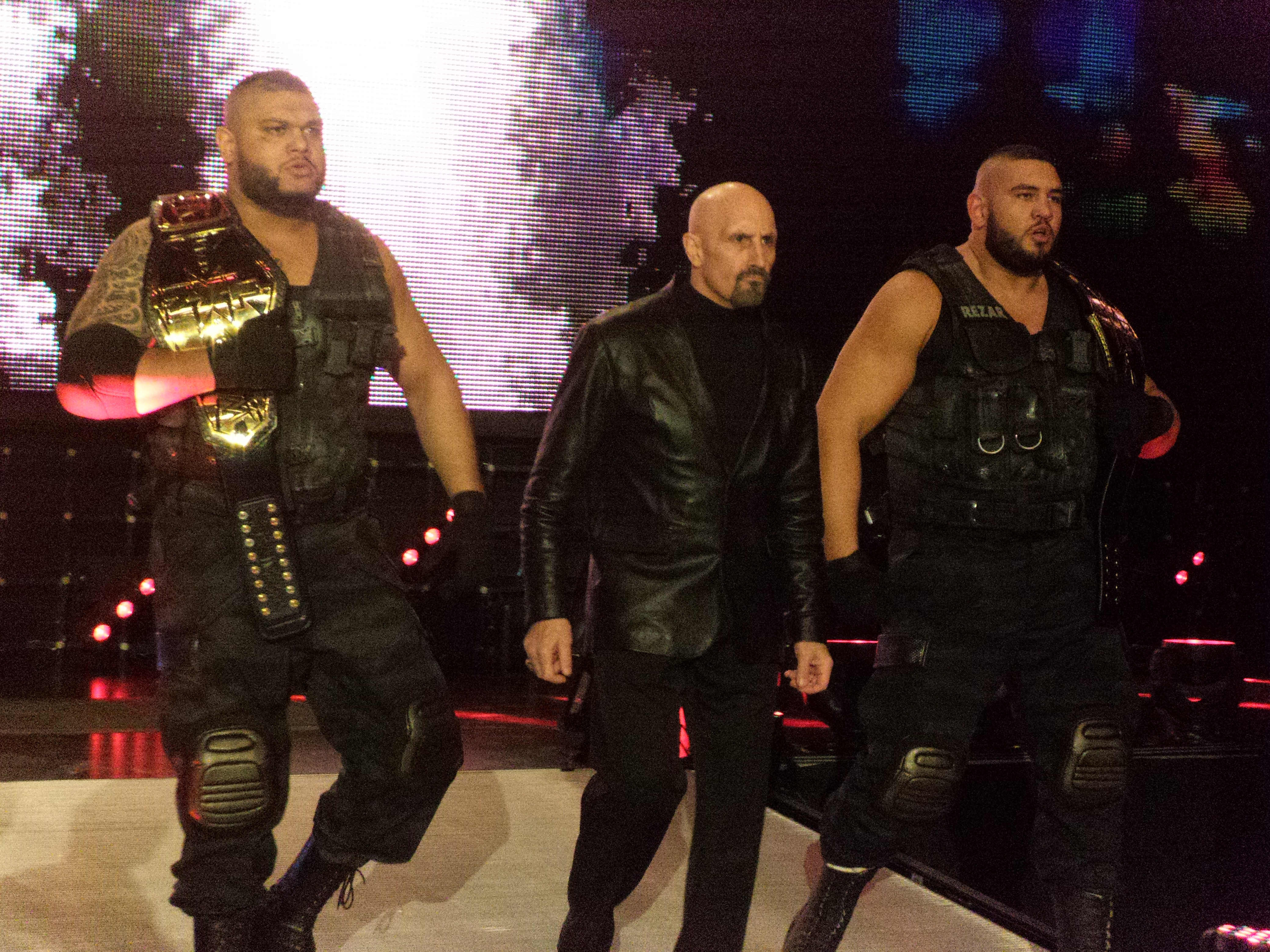
Akam und Rezar hielten den Titel für 203 Tage

| #  | Titelträger      | Nr. | Tage |
| -- | ---------------- | --- | ---- |
| 1  | Kyle O’Reilly    | 3   | 606  |
| 2  | Bobby Fish       | 2   | 387  |
| 3  | Viktor           | 1   | 364  |
| 3  | Konnor           | 1   | 364  |
| 5  | Dash Wilder      | 2   | 326  |
| 5  | Scott Dawson     | 2   | 326  |
| 7  | Roderick Strong  | 1   | 293  |
| 8  | Axiom            | 2   | 317+ |
| 8  | Nathan Frazer    | 2   | 317+ |
| 10 | Marcel Barthel   | 2   | 263  |
| 10 | Fabian Aichner   | 2   | 263  |
| 11 | Murphy           | 1   | 219  |
| 11 | Blake            | 1   | 219  |
| 13 | Wes Lee          | 2   | 208  |
| 13 | Nash Carter      | 2   | 208  |
| 15 | Akam             | 1   | 203  |
| 15 | Rezar            | 1   | 203  |
| 17 | Adam Cole        | 1   | 202  |
| 18 | Channing Lorenzo | 2   | 177  |
| 18 | Tony D’Angelo    | 2   | 177  |
| 20 | Mark Coffey      | 1   | 176  |
| 20 | Wolfgang         | 1   | 176  |
| 22 | Adrian Neville   | 2   | 175  |
| 23 | Oney Lorcan      | 1   | 153  |
| 23 | Danny Burch      | 1   | 153  |
| 25 | Elton Prince     | 2   | 150  |
| 25 | Kit Wilson       | 2   | 150  |
| 27 | Kalisto          | 1   | 126  |
| 27 | Sin Cara         | 1   | 126  |
| 29 | Alexander Wolfe  | 1   | 102  |
| 29 | Erik Young       | 1   | 102  |
| 29 | Killian Dain     | 1   | 102  |
| 32 | Erik             | 1   | 95   |
| 32 | Ivar             | 1   | 95   |
| 34 | Brutus Creed     | 1   | 92   |
| 34 | Julius Creed     | 1   | 92   |
| 36 | Oliver Grey      | 1   | 91   |
| 37 | Pete Dunne       | 1   | 87   |
| 37 | Matt Riddle      | 1   | 87   |
| 39 | Corey Graves     | 1   | 84   |
| 40 | Angelo Dawkins   | 1   | 75   |
| 40 | Montez Ford      | 1   | 75   |
| 42 | Johnny Gargano   | 1   | 70   |
| 42 | Tommaso Ciampa   | 1   | 70   |
| 44 | Chad Gable       | 1   | 69   |
| 44 | Jason Jordan     | 1   | 69   |
| 46 | Aiden English    | 1   | 61   |
| 46 | Simon Gotch      | 1   | 61   |
| 48 | Fandango         | 1   | 56   |
| 48 | Tyler Breeze     | 1   | 56   |
| 48 | Kofi Kingston    | 1   | 56   |
| 48 | Xavier Woods     | 1   | 56   |
| 52 | Erick Rowan      | 1   | 49   |
| 52 | Luke Harper      | 1   | 49   |
| 54 | Andre Chase      | 1   | 39   |
| 55 | Duke Hudson      | 1   | 21   |
| 56 | Ridge Holland    | 1   | 18   |
| 57 | Tyler Bate       | 1   | 2    |
| 57 | Trent Seven      | 1   | 2    |